# Умм-Кайс
Умм-Кайс (араб. أم قيس) — місто на півночі Йорданії, в провінції Ірбід, біля кордону із Сирією та Ізраїлем. Відоме своєю близькістю до руїн античного міста Гадара. Сьогодні Умм-Кайс ділиться на три частини: місце археологічних розкопок, традиційне селище та сучасне місто.

## Географія
Умм-Кайс лежить за 28 км на північ від Ірбіду та за 110 км від Амману, столиці країни. Місто, що розрослося навколо руїн стародавньої Гадари, розташоване на стратегічно вдалому місці поруч з Тиверіадським озером, Голанськими висотами та ущелиною річки Ярмук на висоті 378 м над рівнем моря.

## Історія

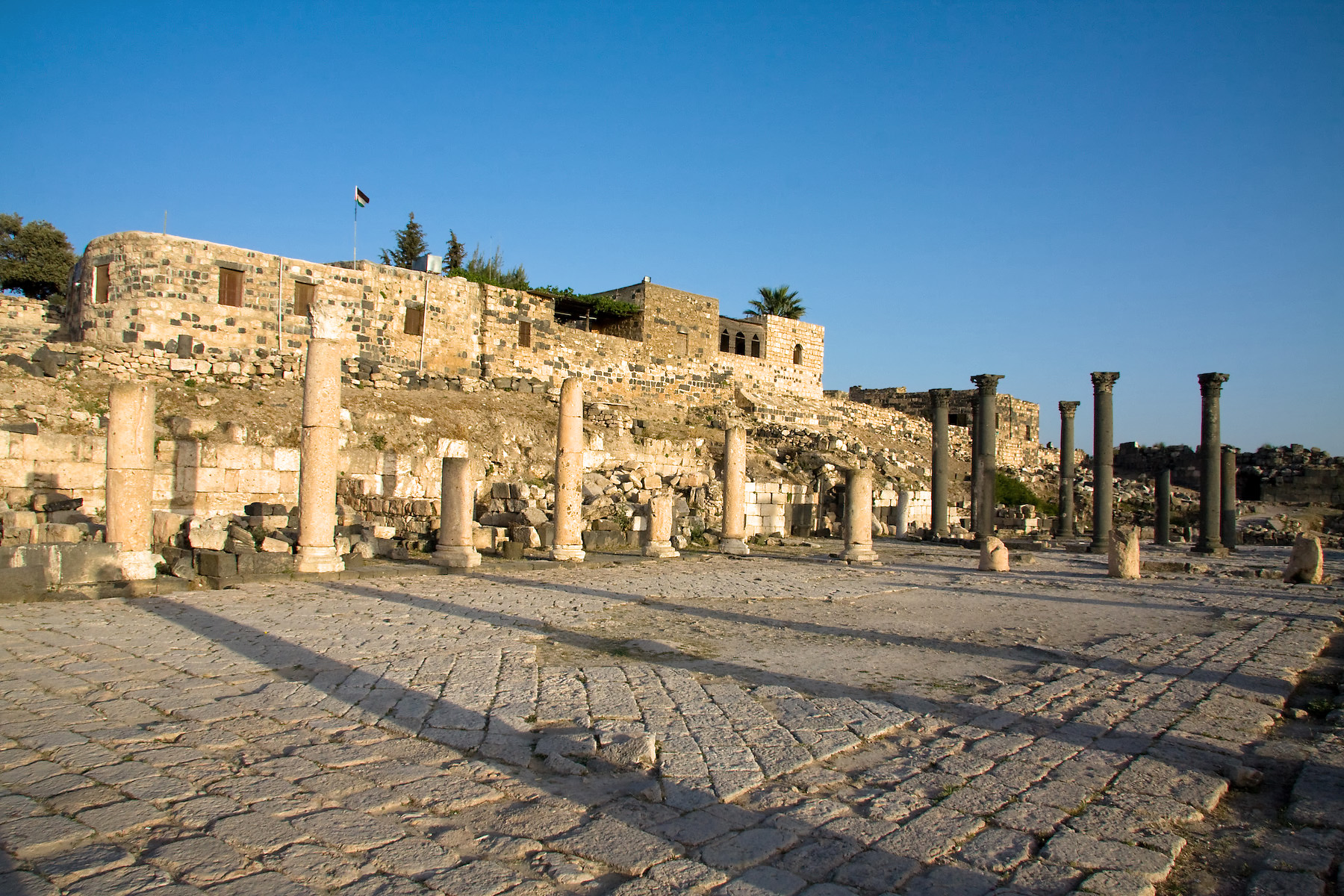
Залишки церкви стародавньої Гадари

### Античність
Найдавніші археологічні знахідками в Умм-Кайсі, датуються другою половиною III століття до н. е. Гадара була центром грецької культури регіону за елліністичних та римських часів. За певними припущеннями, назва Гадара походить від слів «укріплення» або «укріплене місто».
У 63 році до н. е. римський полководець Гней Помпей Великий завоював регіон, після чого Гадара була відбудована та стала членом напівавтономного об’єднання десяти міст — Декаполісу. 33 роки потому перший римський імператор Октавіан Август приєднав місто до єврейського царства свого союзника Ірода. Після смерті царя Ірода в 4 році до н. е. Гадара увійшла до складу римської провінції Сирія. Після християнізації Східної Римської імперії Гадара зберегла свій важливий регіональний статус і на довгі роки стала резиденцією християнського єпископа.

### Ранній мусульманський період
Внаслідок битви при Ярмуці в 636 році біля тодішньої Гадари весь регіон опинився під владою мусульман. Близько 747 року місто було вщент зруйновано землетрусом і було покинуте.

### Османський період
У 1596 році місто з'явилося в османських податкових реєстрах під назвою Мкіс та розташовувалося в нахії (районі) Бані-Кінана, що входив до складу санджаку (області) Хавран. У ньому було 21 домогосподарств та 15 неодружених чоловіків, з яких всі були мусульманами, окрім трьох християнських домогосподарств. Селяни платили фіксовану ставку податку 25% на сільськогосподарську продукцію. Загальний податок становив 8 500 акче.
У 1838 р. Умм-Кайс залишався зруйнованому стані.

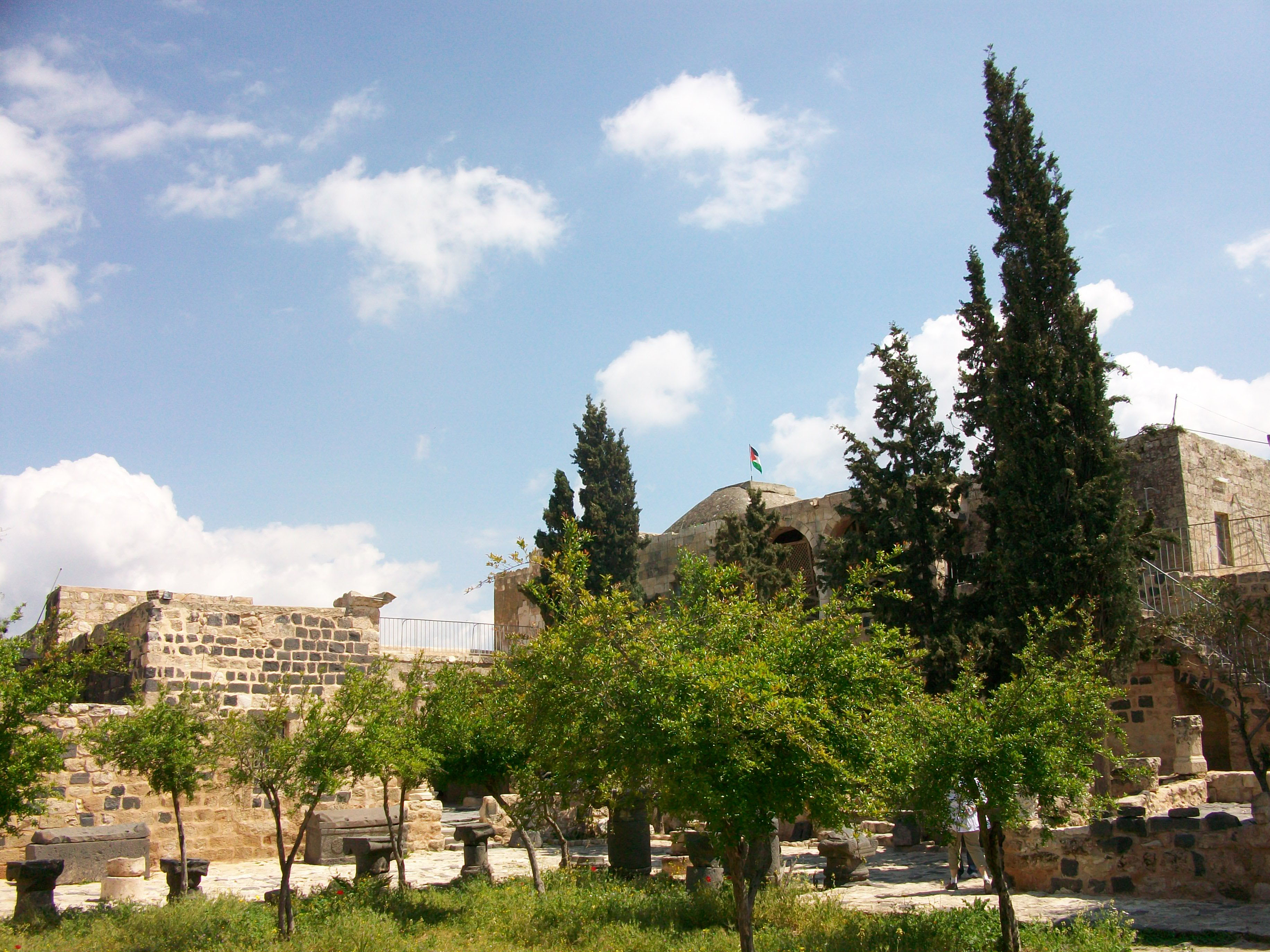
Бейт-Русан

В Умм-Кайсі зберіглася будівля кінця пізнього османського періоду — резиденція губернатора, що називається Бейт-Русан.
В 1961 році населення Умм-Кайсу становило 1196 осіб.

## Сучасний стан
У 1974 році зусиллями Німецького протестантського інституту археології в Умм-Кайсі були знайдені руїни візантійської церкви.
З 2005 року в Гадарі працює відділення Німецького археологічного інституту під керівництвом Клаудії Бюгріґ (нім. Claudia Bührig). Під час розкопок командою інституту були виявилені єгипетська та грецька кераміка, штамповані амфори та фортеця часів Селевкідів.
У 2015 році Фонд послів зі збереження культури та Університет Ярмук співпрацювали з метою збереження римського акведука в Умм-Кайсі. Цей проєкт було завершено в 2018 році, в результаті чого було укріплено найбільший у світі римський підземний акведук.
Чимало відвідувачів міста приїжджають в Умм-Кайс лише на один день, в основному, з Амману. Більшість туристів відівідуюють обширні руїни міста та насолоджуюсться його панорамними краєвидами. З Умм-Кайсу добре видно Тиверіадське море та Тиверіаду в Ізраїлі, а прямо через долину річки Ярмук лежить південний край Голанських висот у Сирії, що перебувають під окупацією Ізраїлю з часів Шестиденної війни 1967 року. З міста в ясні дні можна побачити навіть гору Гермон на кордоні з Ліваном.
У Бейт-Русані, де зараз розміщений центр відвідувачів та музей, виставлені грецькі скульптури та християнські мозаїки, виявлені в Гадарі під час археологічних розкопок.